# 小行星3257
小行星3257（3257 Hanzlik）是一颗围绕太阳公转的小行星。1982年4月15日，安東寧·姆爾科斯在克萊季发现了此天体。
該小行星以捷克氣象學家和氣候學家斯坦尼斯拉夫·漢茲里克（Stanislav Hanzlík）命名。
这颗小行星的绝对星等为275.1222619230027等。